# Pancole (Scansano)
Pancole è una frazione del comune italiano di Scansano, nella provincia di Grosseto, in Toscana.

## Geografia fisica
Il villaggio si eleva su un colle panoramico a 462 m d'altitudine, e presenta il proprio centro nel punto in cui si affacciano la chiesa parrocchiale e l'antico palazzetto pubblico. Pancole è delimitata a nord-est dalle alture di Poggio della Domerita e di Poggio Bornia, che la separa da Montorgiali, mentre a nord-ovest da Poggio Alto (203 m) e da Poggio al Pero (305 m). A sud del paese hanno origine i fossi della Banditella (2 km) e degli Alberoni (2 km), che vanno a formare poco più a est il fosso Senna (13 km), affluente del torrente Trasubbino (23 km).
Pancole confina a nord con Montorgiali e sud con il capoluogo comunale, Scansano, dal quale dista circa 5 km. La frazione dista inoltre circa 23 km da Grosseto.

## Origini del nome
Il toponimo, mentre in passato si credeva derivasse dal dio Pan, Panis collis, il colle di Pan, adesso è accettata l'idea del latino ad Panculas, che esprime al meglio la sua posizione, come una pendenza che dalla collina scivola verso il mare di Grosseto. Emanuele Repetti ricorda che in Toscana esistono molti luoghi che hanno il nome di Pancole, o le varianti Pancola e Pancoli, e ne individua sette: cinque piccole località a Castelnuovo Berardenga e Radda in provincia di Siena, a Castel San Niccolò in provincia di Arezzo, a Greve in Chianti in provincia di Firenze e a Quarrata in provincia di Pistoia; e due frazioni maggiori, tra cui proprio Pancole di Scansano e Pancole di Cellole, vicino a San Gimignano, Siena.

## Storia
La frazione è sorta a partire dal Medioevo, come corte della vicina contea di Montorgiali, e divenne verso la fine del XVI secolo un vivo centro di pastori e contadini. Riconobbe una discreta importanza quando, durante il Granducato di Toscana, il borgo registrò un rilevante incremento agricolo. Il Gherardini, nel 1676, menziona più volte la località, definendola un «paese assai abitato come luogo di miglior aria, più scoperto e dominato dai venti». Il 17 marzo 1783, Pancole si distaccò da Montorgiali per confluire nel nuovo comune di Scansano.

## Monumenti e luoghi d'interesse
- Chiesa del Santissimo Nome di Maria, edificata nel 1668 per volere di Niccolò Gori. La parrocchia fu costituita il 25 luglio 1785 con Rescritto Granducale e il 24 ottobre 1785 con decreto vescovile emanato da Francesco Pio Santi, vescovo di Sovana. La parrocchia oggi fa parte di un'unica unità pastorale con quella di Preselle. Sul lato sinistro della chiesa è annessa la cappella del Sacro Cuore di Gesù.
- Cappella di Sant'Anna, eretta nel 1827 su iniziativa del pievano Angelini. All'interno accoglie la tela di Sant'Anna, coeva alla costruzione della chiesa.

## Società

### Evoluzione demografica
Quella che segue è l'evoluzione demografica della frazione di Pancole. Sono indicati gli abitanti dell'intera frazione e dove è possibile la cifra riferita al solo capoluogo di frazione. Dal 1991 sono contati da Istat solamente gli abitanti del centro abitato, non della frazione.
| Anno | Abitanti | Abitanti       |
| Anno | Frazione | Centro abitato |
| ---- | -------- | -------------- |
| 1833 | 233      | -              |
| 1845 | 230      | -              |
| 1921 | 721      | -              |
| 1931 | 740      | -              |
| 1961 | 800      | 353            |
| 1981 | 448      | 245            |
| 2001 | -        | 308            |
| 2011 | -        | 343            |

## Infrastrutture e trasporti
Il paese di Pancole è servito dalla strada provinciale 159 Scansanese, che collega la città di Grosseto con Scansano e Manciano nell'entroterra, e che costituiva un tratto della ex strada statale 322 delle Collacchie, terminando a Follonica.